# Ги Мардель
Ги Мардель (фр. Guy Mardel), урожд. Мардоши Элкуби (фр. Mardochée Elkoubi, 30 июня 1944, Оран, Французский Алжир) — французский певец североафриканского происхождения. В Европе Мардель известен как представитель Франции на конкурсе песни Евровидение 1965 года.

## Биография

### Рождение и первые годы
Первые пятнадцать лет Мардель провел во Французском Алжире, где он выиграл фортепиано в Оранской консерватории. Переехав во Францию в 1959 году, Мардель поступил в юридический факультет, где он занимался пением вместе с джаз-бэндом.

### Карьера
Окончив факультет, исполнитель выступал вместе с джаз-бэндом. В 1963 году исполнитель подписал контракт с AZ Records и в этом же году выпустил свои первые два сингла — «Elle Ne M'a Pas Cru» и «La Clef De Ton Coeur».
После этого, Мардель стал известен в середине 60-х гг. Исполнитель был выбран представить Францию на 10-м конкурсе песни Евровидение 1965 года, проходивший в итальянском городе Неаполь. С композицией «N'avoue jamais» исполнитель занял третье место с результатом 22 балла.
Впоследствии Мардель не смог использовать свой успех на Евровидении. Он выпустил несколько синглов до 80-х гг., но безуспешно. В 1977 году Мардель основал свой собственный рекорд-лейбл MM RECORDS. В 1986 году исполнитель покинул свой шоу-бизнес.
В 2011 году Мардель принял участие в телешоу Патрика Себастьяна.

## Личная жизнь
Мардель был женат дважды. В первый раз, на Люси Перро, от брака с которой остались два мальчика — Жером и Антони. Через некоторое время, Мардель и Перро развелись. Сейчас исполнитель женат на Анни-Клод Ханне, в этом браке родились также два мальчика — Натан и Меир. В настоящее время Мардель живёт в Иерусалиме.

## Дискография[3]
- C’est mon bilan d’amour (1963)
- Si tu n’y crois pas — Je t’ai crue trop vite (1964)
- N’avoue jamais — Songe songe (1965)
- Je voudrais l’oublier — Entre les deux (1965)
- Monsieur Plum / Toi et moi (1966)
- C’est une larme / Quand on est jeune (1967)
- Qui n’aime pas les filles / Kitty (1968)
- C’est la Primavera / Le temps d’aimer (1973)
- Un arc et des flèches / On ne met pas l’amour dans sa valise (1974)
- Ne regarde pas les filles / Le vieux *1974)
- Ma femme / De quoi demain sera-t-il fait ? (1977)
- Gueule d’ange / Paradiso (1979)
- Brésilienne / Paradiso (1985)
- Entre nous / Prends le temps (1986)